# José Velarde
José Velarde Yusti, né le 10 novembre 1848 à Conil de la Frontera, près de Cadix en Espagne, et mort le 22 février 1892 à Madrid, est un poète et journaliste espagnol.

## Biographie
Né le 10 novembre 1848 dans la ville cadixenne de Conil de la Frontera, son père Agustín Velarde y Escalera était le médecin de la ville et José Velarde y Yusti étudie la médecine sous son influence. Il s'installe ensuite à Séville, où, vers 1873, il exerce à contrecœur sa profession de médecin, préférant se consacrer à la littérature. Il était un habitué des rencontres littéraires sévillanes et a participé aux journaux La Tribuna, El Demócrata Andaluz, El Gran Mundo et El Liceo Sevillano avec de jeunes écrivains sévillans tels que Carlos Peñaranda, Juan José Bueno et Luis Montoto, et dirige également le journal politique El Estado Andaluz. 
Il abandonne alors sa profession pour s'installer à Madrid (1878), avec son ami proche Juan Antonio Cavestany, avec l'intention de se consacrer pleinement au journalisme et à la littérature. Avec Cavestany, il créé avec succès le drame « Pedro le Bâtard ». Il publie en outre ses premiers vers et articles dans La Ilustración Española y Americana. 
En 1897, le chef du gouvernement espagnol Antonio Cánovas del Castillo, qui le remarque, lui confie un poste au Trésor, plus lucratif que ses seuls émoluments journalistiques. À Madrid, il fréquente les salons littéraires où il obtient un grand succès avec la lecture de ses poèmes « Fray Juan », « A Dios » et « Laredo ».
Il écrit dans El Imparcial, La Iberia, un journal progressiste, El Heraldo de Madrid, La Época, un journal modéré, et dans La Correspondencia de España, un quotidien d'information. 
Il rejoignit manifestement les rangs des libéraux aux côtés de Cánovas del Castillo et fut un monarchiste convaincu et défenseur dans ses tribunes d'Alphonse XII. Grâce à la protection financière du roi, Velarde put éviter les aléas d'une existence bohème et mouvementée. 
Velarde fut par ailleurs l'un des poètes les plus critiqués par la critique littéraire, dont parmi ses détracteurs se trouvait en premier lieu Leopoldo Alas, dit Clarín, même si Emilio Bobadilla et Antonio de Valbuena n’étaient pas moins amers à son égard. En 1888, il présente son poème « Alegría » à l'Ateneo de Madrid, sur lequel Melchor de Palau rendit le jugement suivant :
« Velarde décrit avec précision ; C'est un photographe littéraire, ou plutôt un daguerréotypiste, puisque la couleur est présente dans ses œuvres ; Velarde possède dans ses compositions des fragments très réussis, des vers sculpturaux qui sont des modèles de justesse et d'harmonie, une brillance éblouissante dans de nombreuses images et, ce qui est indéniable, des descriptions exactes qui semblent avoir été faites avec une palette et un pinceau. On peut dire, en bref, que ses œuvres sont supérieures à celles du poète, que le travail artisanal prédomine sur l'essence, et le graphisme sur l'éthique. ».
Sa poésie est grandement influencée par ses contemporains tels que Gaspar Núñez de Arce et en particulier José Zorrilla, qui lui sert d'exemple dans l'écriture de légendes en vers.
Pour subvenir aux besoins de sa famille, composée de son épouse Lucía Castro Pinzón et de leurs six enfants, il dut compter dans ses dernières années sur l'aide de la duchesse d'Almodóvar del Río, qui réussit, selon Luis Montoto, à lui obtenir également l'aide du marquis de Comillas. Il mourut malgré tout dans la pauvreté, laissant sa veuve et leurs enfants sans le moindre héritage.
Le poète espagnol du XXe siècle Gabriel Celaya le cite dans un poème avec ironie pour faire référence à sa poésie qu'il jugeait désuète : « Je me souviens de Núñez de Arce et de Don José Velarde, / si rhétoriques, sages, / si poétiques, faux, / quand vivait Bécquer, si intelligents, / si pauvres en ornementation, / si directs, vivants. [...] ».

## Publications
- Poesía (1872)
- Nuevas poesías (1878)
- Alegríacuatro partes (La marcha, el holgadero, la fuga,habladurias)
- Teodomiro o La cueva del Cristo (1879) œuvre dédiée à son village natal.
- La niña de Gómez Arias(1880)
- A orillas del mar (1882)
- Voces del alma (1884)
- El último beso (1884)
- Ante el crucifijo
- A orillas del mar
- Mis amores